# Episodi di Streghe (serie televisiva 1998) (quinta stagione)
La quinta stagione della serie televisiva Streghe è composta da 23 episodi ed è stata trasmessa negli Stati Uniti da The WB dal22 settembre 2002 all'11 maggio 2003.
In Italia la stagione è andata in onda su Rai 2 dal 27 aprile 2003 al 5 settembre 2004.
L'antagonista principale della stagione è Cole.
A metà di questa stagione, nel centesimo episodio, Julian McMahon esce dal cast principale.
| nº | Titolo originale               | Titolo italiano                           | Prima TV USA      | Prima TV Italia  |
| -- | ------------------------------ | ----------------------------------------- | ----------------- | ---------------- |
| 1  | A Witch's Tail (1)             | Una sirena di nome Phoebe (prima parte)   | 22 settembre 2002 | 27 aprile 2003   |
| 2  | A Witch's Tail (2)             | Una sirena di nome Phoebe (seconda parte) | 22 settembre 2002 | 27 aprile 2003   |
| 3  | Happily Ever After             | E vissero felici e contenti               | 29 settembre 2002 | 4 maggio 2003    |
| 4  | Siren Song                     | Il canto della sirena                     | 6 ottobre 2002    | 4 maggio 2003    |
| 5  | Witches in Tights              | Superstreghe                              | 13 ottobre 2002   | 11 maggio 2003   |
| 6  | The Eyes Have It               | Occhio per occhio                         | 20 ottobre 2002   | 11 maggio 2003   |
| 7  | Sympathy for the Demon         | Il ritorno di Barbas                      | 3 novembre 2002   | 18 maggio 2003   |
| 8  | A Witch in Time                | Il tunnel del tempo                       | 10 novembre 2002  | 18 maggio 2003   |
| 9  | Sam I Am                       | Mi chiamo Sam                             | 17 novembre 2002  | 25 maggio 2003   |
| 10 | Y Tu Mummy Tambien             | La mummia                                 | 5 gennaio 2003    | 25 maggio 2003   |
| 11 | The Importance of Being Phoebe | L'importanza di chiamarsi Phoebe          | 12 gennaio 2003   | 1º giugno 2003   |
| 12 | Centennial Charmed             | Cento volte Streghe                       | 19 gennaio 2003   | 1º giugno 2003   |
| 13 | House Call                     | Ossessioni                                | 2 febbraio 2003   | 8 giugno 2003    |
| 14 | Sand Francisco Dreamin'        | Sogni pericolosi                          | 9 febbraio 2003   | 8 giugno 2003    |
| 15 | The Day the Magic Died         | Un arrivo speciale                        | 16 febbraio 2003  | 15 giugno 2003   |
| 16 | Baby's First Demon             | Primi pericoli                            | 30 marzo 2003     | 22 giugno 2003   |
| 17 | Lucky Charmed                  | I folletti magici                         | 6 aprile 2003     | 22 giugno 2003   |
| 18 | Cat House                      | Crisi matrimoniale                        | 13 aprile 2003    | 29 giugno 2003   |
| 19 | Nymphs Just Wanna Have Fun     | Le ninfe del bosco                        | 20 aprile 2003    | 29 giugno 2003   |
| 20 | Sense and Sense Ability        | La perdita dei sensi                      | 27 aprile 2003    | 25 dicembre 2003 |
| 21 | Necromancing the Stone         | Un amore passato                          | 4 maggio 2003     | 25 dicembre 2003 |
| 22 | Oh My Goddess (1)              | Oh mie dee! (prima parte)                 | 11 maggio 2003    | 5 settembre 2004 |
| 23 | Oh My Goddess (2)              | Oh mie dee! (seconda parte)               | 11 maggio 2003    | 5 settembre 2004 |

## Una sirena di nome Phoebe (prima parte)
- Titolo originale: A Witch's Tail (1)
- Diretto da: Jim Conway
- Scritto da: Daniel Cerone

### Trama
Piper è incinta e non riesce più ad affrontare i demoni perché ha paura di mettere in pericolo il bambino; Paige intanto ottiene una promozione, divenendo un'assistente sociale, mentre Phoebe ha ottenuto una grande notorietà per la sua rubrica e sta pianificando il divorzio da Cole, ma questo riuscirà a tornare bloccando per il momento le pratiche del divorzio. 
 Una sirena di nome Miley chiede il loro aiuto, dicendo che se non riuscirà a far dichiarare il suo fidanzato Craig, dovrà morire: ha infatti stretto un patto con la strega del mare, che la renderà umana se egli le dichiarerà il suo amore, ma in caso contrario le prenderà la sua immortalità e lei morirà. Le sorelle riescono a far incontrare i due, ma quando Craig scopre che Miley è una sirena la lascia, e così la strega del mare la rapisce. Il Trio riesce a liberarla, trasformando Phoebe in una sirena e trovando la strega del mare, ma alla fine Phoebe decide di restare nell'oceano.
- Guest star: David Reivers (Bob Cowan), Jaime Pressly (Mylie), Dan Gauthier (Craig Wilson), Diane Salinger (Strega del mare), Judson Scott (Necron), Fred Koehler (Servitore di Necron), Charles Walker (Giudice).
- Altri interpreti: Sybil Azur (Assistente), Ellen Bradley (Agente di viaggio).

## Una sirena di nome Phoebe (seconda parte)
- Titolo originale: A Witch's Tail (2)
- Diretto da: Mel Damski
- Scritto da: Monica Breen e Alison Schapker

### Trama
Phoebe è sempre più decisa a restare nell'oceano. Piper, per cercare di salvare sua sorella, fa un incantesimo su se stessa per liberarsi dalle sue paure, ma questo le si ritorce contro facendola diventare impavida fino a rischiare la sua vita e quella del bimbo che porta in grembo.
Con l'aiuto di Cole le due sorelle riescono a riportare Phoebe indietro e Cole seppure a malincuore decide di concederle il divorzio e lasciarla libera.
- Guest star: Finola Hughes (Patty Halliwell), David Reivers (Bob Cowan), Judson Scott (Necron), Nancy O'Dell (Se stessa), Tom McCleister (pescatore).
- Altri interpreti: Patrick Gallo (pescatore).

## E vissero felici e contenti
- Titolo originale: Happily Ever After
- Diretto da: John Kretchmer
- Scritto da: Curtis Kheel

### Trama
La strega cattiva si libera uccidendo il guardiano delle favole e quando scopre che ci sono tre streghe più forti di lei, Piper, Phoebe e Paige, tenta di eliminarle facendole vittime delle più famose fiabe. Intanto Piper, temendo di non riuscire a proteggere il bambino che porta in grembo, chiede a Leo di far tornare sua nonna sulla terra, ma ad accontentarla non sarà suo marito ma il suo magico bambino.
- Guest star: Jennifer Rhodes (Penny Halliwell), Sean Patrick Flanery (Adam Prinze), Natalija Nogulich (Strega), Danny Woodburn (Leader dei nani), Kay E. Kuter (Custode delle fiabe), Charlie Shanian (Apprendista), Tinsley Grimes (Segretaria di Phoebe).
- Altri interpreti: Arturo Gil (Nano 1), Clay Rivers (Nano 2).

## Il canto della sirena
- Titolo originale: Siren Song
- Diretto da: Joel J. Feigenbaum
- Scritto da: Krista Vernoff

### Trama
Una sirena malvagia, bruciata sul rogo per adulterio con un uomo sposato, si vendica sulle coppie sposate, prima seducendo il marito con il suo canto, e poi uccidendo entrambi. Intanto il bambino che Piper porta in grembo fa in modo che, per capire ognuno i problemi dell'altro, Piper e Leo si scambino i poteri. Alla fine la sirena malvagia viene uccisa da Leo con i poteri di Piper. Phoebe cerca in tutti i modi di dimenticare Cole, ma quando lui salva una vittima della sirena, si ritrova costretta ad intervistarlo.
- Guest star: Rebecca Balding (Elise Rothman), Melinda Clarke (Sirena), Hawthorne James (Demone guaritore), Amy Laughlin (Melissa).
- Altri interpreti: Branton Boxer (David), Tera Hendrickson (Simone), Greg Provance (Angelo nero), Robert Merrill (Uomo sposato), Tisha Gonsalves (Infermiera), Daniel Bentaces (TV reporter).

## Superstreghe
- Titolo originale: Witches in Tights
- Diretto da: Mark Wilding
- Scritto da: David Straiton

### Trama
Un demone che capta i poteri degli altri usa un ragazzo che grazie a dei disegni magici riesce a farsi trasformare in un super cattivo dei fumetti e avere finalmente dei poteri. Dopo aver incontrato il ragazzo le tre streghe decidono di aiutarlo e lui all'insaputa del demone trasforma le tre sorelle in supereroine.
- Guest star: Andrew James Allen (Kevin), Gerry Becker (Ramus), Mark Sheppard (Arnon), David Pressman (Edward Miller), Tinsley Grimes (Segretaria di Phoebe), Craig Young (Dave)
- Altri interpreti: Ernie Reyes Jr. (Kaz), Kasim Saul (Guardia giurata), Todd Tucker (L'aggressore), Jeannie Epper (Anziana)
- Curiosità: il demone è interpretato da Mark Sheppard che diverrà poi un personaggio ricorrente nel serial televisivo Supernatural nei panni del demone Crowley.

## Occhio per occhio
- Titolo originale: The Eyes Have It
- Diretto da: James Marshall
- Scritto da: Laurie Parres

### Trama
Phoebe scopre, attraverso una chiromante, che un demone di nome Cree ruba gli occhi alle zingare nel tentativo di cancellare un incantesimo fatto al padre. Phoebe, è inoltre preoccupata in quanto non ha premonizioni da mesi e anche il suo potere di levitazione si è drasticamente ridotto. Tuttavia, ella riesce a riprendersi alla meglio: le sue premonizioni, d'ora in poi, saranno più pericolose per lei, in quanto vi interagisce tramite la sua proiezione astrale.
- Guest star: Rebecca Balding (Elise Rothman), Tobin Bell (Orin), Emmanuelle Vaugier (Eva Nicolae), Shareen Mitchell (Lydia Nicolae), Channon Roe (Cree), Lorna Raver (Madame Teresa).
- Altri interpreti: Ivan Shawn (Operatore), Joe Camareno (Infermiere), Heather McPhaul (Infermiera).

## Il ritorno di Barbas
- Titolo originale: Sympathy for the Demon
- Diretto da: Stuart Gillard
- Scritto da: Henry Alonso Myers

### Trama
Paige non crede di essere all'altezza del Trio. Intanto il demone della paura, Barbas, vuole impossessarsi dei poteri di Cole per prendere il comando degli inferi e distruggere il potere del Trio. Con l'inganno riesce a convincere Paige a creare una pozione che liberi Cole dai suoi poteri essendo vittima di visioni che lo portano a far del male agli innocenti. Cole acconsente di togliersi i poteri ma nessuno sospetta che così facendo questi passeranno a Barbas. Ormai invincibile il demone intrappola le tre sorelle nella loro stessa casa e le costringe a veder realizzate le loro più grandi paure. Riuscite a superarle Piper, Phoebe e Paige ricreano la pozione per togliere i poteri a Barbas e ridarli a Cole, unico demone a saperli controllare, ma Barbas attacca le sorelle di sorpresa distruggendo la pozione. Paige con il suo potere riesce ad orbitare la pozione direttamente nella bocca di Barbas come Prue aveva fatto in passato con il suo potere di telecinesi. Barbas viene sconfitto e Paige sente di essere all'altezza del suo ruolo nel potere del Trio.
- Guest star: Billy Drago (Barbas), Jennifer Rhodes (Penny Halliwell), James Read (Victor Bennett), Ken Marino (Miles), Troy Blendell (Stimple).
- Altri interpreti: Hunter Ansley Wryn (Piper da bambina), Todd Eckert (Avvocato), Kim Delgado (Uomo d'affari), David Grant Wright (Uomo con l'abito), Steve Heinze (Demone).
- Non accreditati: Cassandra Crider (Lauren).

## Il tunnel del tempo
- Titolo originale: A Witch in Time
- Diretto da: John Behring
- Scritto da: Daniel Cerone

### Trama
Phoebe ha una premonizione in cui vede Miles, il suo nuovo compagno, morire in un conflitto a fuoco. 
Con l'aiuto di Piper riesce a impedire che la premonizione si avveri, ma stranamente il ragazzo continua a rischiare la morte a causa di misteriosi incidenti, e ogni volta viene salvato da Phoebe. Nel frattempo arriva dal futuro il demone Bacarra, incaricato dal Cole del futuro di salvare Phoebe: difatti Miles è destinato a morire e se la ragazza continuerà a proteggerlo morirà anche lei. Bacarra però non ha nessuna intenzione di salvare Phoebe, e dopo aver cercato il sé stesso del presente insieme a lui attacca le sorelle, riesce a prendere il Libro delle Ombre e a togliere così i poteri alle streghe uccidendo Phoebe e Paige. Piper, disperata per la morte delle sorelle, capisce che l'unico modo per salvarle è ritornare indietro nel tempo e cambiare il passato: trovato il tunnel spazio-temporale che aveva utilizzato Bacarra, ritorna indietro e va dalla Piper dei due giorni precedenti convincendola a non salvare Miles e a far capire a Phoebe che era destino che accadesse.
- Guest star: Ken Marino (Miles), Jason Brooks (Bacarra).
- Altri interpreti: Joseph Paneno (Max), Maurice Smith (Autista), Tosh Ayers (Youth), L. Sidney (Poliziotto).

## Mi chiamo Sam
- Titolo originale: Sam I Am
- Diretto da: Joel J. Feigenbaum
- Scritto da: Alison Schapker e Monica Breen

### Trama
Paige, al suo primo incarico come angelo bianco, deve proteggere Sam, un brav'uomo che sembra abbia perso la retta via. Quando un angelo nero prova ad attaccare Sam, Paige porta il suo protetto in casa Halliwell e Piper lo riconosce: è l'angelo bianco di sua madre, il padre di Paige. Nel frattempo Cole, distrutto dal dolore per aver perso Phoebe, cerca di suicidarsi facendosi uccidere dalle sorelle, ma scopre di essere diventato invulnerabile. Si scopre inoltre che anche Piper è divenuta invulnerabile, protetta dall'immenso potere della creatura che porta in grembo.
- Special musical guest star: The Flaming Lips.
- Guest star: Scott Jaek (Sam Wilder), Joel Swetow (Alpha), Tony Todd (Incarnazione di forza), FJ Rio (Ronan), Eric Winter (Trevor).
- Altri interpreti: Niki Botelho (Elfo bambinaia), Bruce Comtois (Delinquente)

## La mummia
- Titolo originale: Y Tu Mummy Tambien
- Diretto da: Chris Long
- Scritto da: Curtis Kheel

### Trama
Jeric è un demone che usa il corpo delle streghe per contenere lo spirito della sua amata Isis, sperando che, se riuscirà a trovare una strega abbastanza potente, Isis impossessandosi dei suoi poteri potrà scacciarne via lo spirito e appropriarsi del corpo definitivamente. Finora però l'incantesimo non ha mai funzionato e ben presto la presenza di due anime nello stesso corpo porta la strega alla morte, così quando la strega sta per soccombere, Jeric la mummifica per non far passare oltre lo spirito dell'amata, e si mette alla ricerca di un altro corpo. Stavolta la strega presa di mira è proprio Phoebe, che viene rapita da Jeric e posseduta da Isis. Quando Cole lo viene a sapere, si unisce a Jeric, mummifica Phoebe e aiuta Jeric a rapire Paige. A quel punto, Piper è costretta a scegliere tra le sorelle, poiché se lo spirito di Paige non andrà oltre Isis non libererà Phoebe dalla mummificazione e, se fosse passato oltre lo spirito di Isis, Phoebe sarebbe rimasta una mummia. Piper, però, riesce a trovare il modo di liberare entrambe le sorelle.
- Guest star: Adrian Paul (Jeric).
- Altri interpreti: Shannon Engemann (Sandra\Isis), Greg Benson (Agente Worley), Amy Leland (Commessa), Dwight Bacquie (Medico Legale), Doug Sinclair (Agente #1), Brian David Cohen (Agente #2).

## L'importanza di chiamarsi Phoebe
- Titolo originale: The Importance of Being Phoebe
- Diretto da: Derek Johansen
- Scritto da: Krista Vernoff

### Trama
Cole, deciso a riconquistare Phoebe cerca di conquistare il Nesso, una potente forza intrappolata sotto le fondamenta di casa Halliwell. Per farlo organizza una serie di eventi che portano le sorelle ad essere nei guai con la legge, tra questi l'omicidio di una donna a seguito di un incidente stradale con Paige. Piper, per poter far uscire la sorella di prigione, si fa prestare i soldi da un usuraio mettendo la casa come garanzia, ma l'usuraio in realtà è Cole che con questo patto entra in possesso della casa.
- Guest star: Rebecca Balding (Elise Rothman), Erik King (Dex), Angela Little (Kaia), Armando Valdes (Ufficiale Garcia), Steven M. Porter (Ispettore sanitario), Christopher Darga (Usuraio).
- Altri interpreti: David Heckel (Demone squallido), Nathasha Aiello (Guidatrice), Alex Paez (Agente), Dawn Lewis (Kieran ballerina), David Figlioli (Demone bruto), Joe Sabatino (Demone guardia), Casey Smith (Demone topo).

## Cento volte Streghe
- Titolo originale: Centennial Charmed
- Diretto da: Jim Conway
- Scritto da: Brad Kern

### Trama
Cole compie 118 anni, ma il dolore della perdita di Phoebe è diventato insopportabile, decide così di unirsi alle Incarnazioni ottenendo enormi poteri, tra cui quello di creare una realtà alternativa dove Paige, dopo la morte di Prue, è stata a sua volta uccisa dal demone Shax e quindi non ha mai conosciuto le proprie sorelle. Cole è infatti convinto che se il Trio non fosse stato ricostituito lui e Phoebe non si sarebbero lasciati. Tuttavia il piano di Cole fallisce in quanto Paige, che nel momento in cui Cole compie l'incantesimo stava orbitando, finisce in questa realtà alternativa. All'inizio Paige ha difficoltà a convincere le sue sorelle e Leo di ciò che è effettivamente accaduto, ma poi ci riesce, ricomponendo così il "Potere del Trio": dopo alcuni ripensamenti, Phoebe sceglie di eliminare definitivamente Cole, che scompare anche nella vita reale.
- Special musical guest star: Michelle Branch.
- Guest star: Debbi Morgan (La Veggente), Joel Swetow (Alpha\Incarnazione di potere), Sandra Prosper (Sheila Morris), Steven Daniel (Demone Lazzaro), Deanna Russo (Eva), Kristin Richardson (Darla), Ricki Lopez (Barbone).
- Altri interpreti: Michael Bergin (Demone bello), Sean Moran (Disegnatore), Greg Provance (Demone guardia).
- Nota: in questo episodio esce dal cast principale Julian McMahon nel ruolo di Cole Turner.

## Ossessioni
- Titolo originale: House Call
- Diretto da: Jon Parè
- Scritto da: Henry Alonso Myers

### Trama
I demoni che le Sorelle hanno eliminato nel corso degli anni hanno creato delle forme di energia negative che continuano a provocare danni in casa Halliwell. Le Sorelle così chiamano uno stregone che le elimini, ma lui, impressionato dall'energia negativa presente in quella casa sospetta che Piper, Phoebe e Paige siano cattive e cerca di distruggerle utilizzando le loro ossessioni.
Piper diventa ossessionata dall'ordine e dalla pulizia della casa, Phoebe dal lavoro e dalla concorrenza e Paige dal suo migliore amico-ex fidanzato, di cui è ancora innamorata, prossimo al matrimonio con la sua nuova ragazza.
- Guest star: Jesse Woodrow (Glen Belland), Erinn Bartlett (Jessica), Rebecca Balding (Elise Rothman), Wolfgang Bodison (Giovane stregone dottore), Richard Grant (Anziano stregone dottore), Googy Gress (Spencer Ricks), Todd Sherry (Fotografo).
- Altri interpreti: Keith Sellon-Wright (Prete).

## Sogni pericolosi
- Titolo originale: Sand Francisco Dreamin
- Diretto da: John T. Kretchmer
- Scritto da: Alison Schapker e Monica Breen

### Trama
L'essere che fa sognare gli uomini è inseguito da un demone braccatore e chiede così aiuto al Trio per salvare se stesso, il suo popolo e i sogni di tutti. Ma il demone fa in modo che i sogni delle sorelle diventino realtà e loro sono costrette a sconfiggere prima i loro demoni interiori per poter eliminarlo.
- Special musical guest star: Beth Orton.
- Guest star: Rebecca Balding (Elise Rothman), Henry Gibson (Assomnio), Darin Heames (Demone braccatore), Tim Kelleher (Axel), Austin Peck (Ryder), Allison Munn (Wendy), Clarissa Romano (Becca).
- Altri interpreti: Troy Blendell (Slappy), Amanda Sickler (Sophie), Chris Ufland (Bill), Christian Keiber (Frank), Shauna Sand (Sienna), Shari Shaw (Donna nervosa), Jossie Thacker (Reporter).

## Un arrivo speciale
- Titolo originale: The Day the Magic Died
- Diretto da: Stuart Gillard
- Scritto da: Daniel Cerone

### Trama
Durante una notte in cui nel cielo splende una spettacolare e anomala aurora boreale, Piper sviene all'improvviso e, dopo una visita in ospedale scopre di soffrire tossiemia insorta a causa della sua stressante vita di strega combinata con i naturali sintomi della gravidanza e che, se non vuole compromettere la salute della nascitura, deve attendere il parto rilassandosi il più possibile e cercando di evitare tutte le situazioni che potrebbero darle ansia. Così, Phoebe e Paige, ancora più determinate di prima a prendersi cura di lei, si danno da fare per evitarle tutte le possibili fatiche, sia domestiche che magiche, ma il loro compito é complicato dai numerosi e bizzarri doni per la bambina che le creature magiche fanno apparire in casa loro, tra cui oche dalle uova d'oro e un unicorno (di quest'ultimo non si conosce il mittente). Quello che le sorelle non sanno è che l'aurora boreale, avvenuta in contemporanea con l'allineamento dei pianeti, è in realtà un segno mistico che indica il compimento di un'antica profezia secondo la quale tutta la magia sarebbe scomparsa dal mondo fino alla nascita di un bambino "benedetto due volte".Il giorno dopo il fenomeno, infatti, Phoebe, Paige e Leo, abituati come sono alla magia, notano che improvvisamente i loro poteri non esistono più e, cosa ben più strana, sembra che la stessa cosa sia accaduta a tutti, demoni compresi. L'unico a conoscenza della profezia e dell'identità del bambino a cui si riferisce (quello che Piper si prepara a partorire) è il vecchio stregone Cronyn che, sapendo quanto il bambino in questione sia destinato a diventare potente, é ora deciso ad entrare in azione dopo anni di attesa per rapirlo ed allevarlo personalmente in modo che possa mettere i suoi straordinari poteri al servizio del male. Intende inoltre approfittare di questa temporanea assenza della magia per eliminare le sorelle in modo che non possano intralciare il suo piano e si presenta a casa Halliwell fingendo di voler proporre un'alleanza per ripristinare i rispettivi poteri, sostenendo che, senza la magia, il mondo stesso sarà destinato a scomparire, e fissa loro un appuntamento in un locale per discuterne. Pur avendo ormai imparato a non fidarsi del male, Phoebe e Paige pensano dapprima che in questo particolare caso ci sia davvero la necessità di unire le forze e decidono di andare portando con loro le "armi chimiche" astutamente preparate da Paige come precauzioni nel caso molto probabile che gli stregoni le attaccassero. Per non far agitare Piper, che nel frattempo non si é accorta di nulla ed è stata praticamente segregata in camera sua, Phoebe, Paige e Leo fanno del loro meglio per fare finta di niente davanti a lei e,sperando di distrarla, la lasciano con la tediosa compagnia di papà Victor, venuto in visita per festeggiare la nascita della nipotina insieme all'eccentrica neo-moglie Doris. All'appuntamento con Cronyn e le alte cariche dell'ordine degli stregoni in una pizzeria, Phoebe e Paige vengono infatti aggredite da tutti i presenti (demoni che si sono sostituiti ai normali clienti) ma, grazie alla loro prontezza e abilità, riescono a salvarsi e a farli fuggire, interrogando poi lo stregone anziano che, sotto minaccia, rivela loro la profezia, e le sorelle arrivano così a capire qual è il vero obiettivo di Cronyn. Nel frattempo Piper, stanca di essere trattata da malata e di sentirsi inutile, intuisce che qualcosa non va e, nello stesso momento in cui Leo, messo alle strette, le confessa quello che sta accadendo cercando di mantenerla calma, per la donna cominciano le doglie nonostante dovrebbero mancare ancora sei settimane. Poiché Phoebe e Paige, che devono farle da levatrici, non rispondono al cellulare, Leo si precipita ad andarle a cercare, lasciandola con papà Victor e Doris. Ma le brutte sorprese non sono finite: l'apparentemente svampita e amorevole Doris si rivela essere una demone alleata di Cronyn che, in attesa del suo complice, pugnala il marito in modo da poter essere la sola a potersi occupare di Piper almeno per il tempo necessario alla nascita della piccola. Poco dopo, infatti, le due vengono raggiunte da Cronyn che, convinto che la sua gente si sia sbarazzata delle altre due sorelle, prende in ostaggio Piper per costringerla a partorire per poi portarle via la bambina. Quando Phoebe e Paige riescono finalmente ad arrivare a casa, si accorgono che Cronyn è arrivato per primo e, non sapendo come sconfiggerlo senza possibilità di usare incantesimi, decidono di ricorrere alla polvere ricavata dal corno dell'unicorno che avevano legato in cantina (essendo una creatura di un altro mondo, é immune agli avvenimenti del nostro e conserva ancora proprietà magiche), capendo tra l'altro che l'animale é un dono degli Anziani, consapevoli del fatto che quel giorno la magia si sarebbe fermata. Stanate, le sorelle cercano quindi di affrontare Cronyn e Doris, che minacciano di uccidere Piper anche a costo di sacrificare con lei la bambina speciale che stanno attendendo finché, inaspettatamente, Victor, con un ultimo sforzo, assale i malvagi alle spalle e li scaraventa a terra, disarmandoli. I due tentano di fuggire ma Phoebe gli lancia addosso la polvere di unicorno e, con una formula magica, li elimina entrambi. Alla fine tutto si risolve per il meglio e Piper partorisce in casa con l'aiuto delle sue sorelle e darà alla luce, con sorpresa di tutti, un bel maschietto.
- Guest star: James Read (Victor Bennett), Cheryl Ladd (Doris Bennett), Richard Lynch (Cronyn), J. P. Manoux (Stanley), W. Morgan Sheppard (Merrill), Maggie Baird (Dottoressa).
- Altri interpreti: Yan Birch (Kane).

## Primi pericoli
- Titolo originale: Baby's First Demon
- Diretto da: John T. Kretchmer
- Scritto da: Krista Vernoff

### Trama
Mentre le Halliwell iniziano ad abituarsi alla vita con il bambino alla villa, arrivano i primi guai: qualcuno tenta di rapire il piccolo. Paige, recatasi al mercato dei demoni per cercare di scoprire chi sia stato, viene rapita da alcuni demoni chiamati Parassiti.
 Phoebe ha un nuovo capo di lavoro, da cui è irresistibilmente attratta, Jason Dean. 
 Viene inoltre scelto il nome per il bimbo: si chiamerà Wyatt, in onore del papà Leo, e come secondo nome Matthew, in onore della zia Paige.
- Guest star: Grace Zabriskie (La Crone), Eric Dane (Jason Dean), Rebecca Balding (Elise Rothman), Andy Mackenzie (Demone parassita 1), Nicholas Sadler (Demone parassita 2), Jack McGee (Demone mercante).
- Altri interpreti: Amanda Sickler (Sophie), Kate Anthony (Kate), Jonathan Joss (Demone brutale), Doug Budin (Demone nerd), Taira Soo (Agente di potere), Tim Sitarz (Demone guardia 1), Damian Foster (Demone guardia 2).

## I folletti magici
- Titolo originale: Lucky Charmed
- Diretto da: Roxann Dawson
- Scritto da: Curtis Kheel

### Trama
I leprecauni sono minacciati da un demone dagli occhi di serpente che vuole rubare le loro pepite d'oro, fonti della fortuna che trasmettono agli uomini. Paige, venendo a conoscenza da Leo che il mondo sta passando un periodo di sfortuna, pronuncia l'incantesimo della buona sorte che la fa teletrasportare nel mondo dei leprecauni.
- Speciale apparizione: Pat Benatar (Se stessa), Neil Giraldo (Se stesso).
- Guest star: Eric Dane (Jason Dean), Dominic Fumusa (Saleel), Mark Povinelli (Seamus Fitzpatrick), Monika Schnarre (Janna), Phina Oruche (Jayda), Cork Hubbert (Leader dei Leprecauni), Michael Gilden (Finnegan), Drew Wood (Erik).
- Altri interpreti: Amanda Sickler (Sophie), Kevin Thompson (Connor), Eugene Pidgeon (Liam), Johnny Dowers (Jake Elston), James Wellington (Croupier), Jack Kyle (Chet).

## Crisi matrimoniale
- Titolo originale: Cat House
- Diretto da: James L. Conway
- Scritto da: Brad Kern

### Trama
Quando i primi conflitti coniugali causano una perdita di controllo dei poteri di Piper, sua sorella Phoebe fissa un appuntamento con un consulente matrimoniale. Piper fa un incantesimo riuscito male che porta Paige e Phoebe dentro i ricordi di Piper e Leo per riviverli, dove incontreranno una donna che è in realtà uno spirito famigliare, ed era stata fino a due anni prima la loro gatta Kit.
- Guest star: Marita Geraghty (Katrina\Kit), John Rubinstein (Dr. Berenson).
- Filmati di repertorio: Jennifer Rhodes (Penny Halliwell), James Read (Victor Bennett), Finola Hughes (Patty Halliwell), Una Damon (Dantalian).
- Non accreditati: Zachary Quinto (Demone cacciatore).
- Non accreditati (filmati di repertorio): Dana Ashbrook (T.J.).

## Le ninfe del bosco
- Titolo originale: Nymphs Just Wanna Have Fun
- Diretto da: Mel Damski
- Scritto da: Andrea Stevens e Doug E. Jones

### Trama
Le tre ninfe dei boschi sono perseguitate da un demone di nome Xavier che vuole raggiungere l'acqua magica che rende immortali. Le ninfe, dopo la morte del satiro e anche di Lily, una di loro, chiedono aiuto alle Halliwell per difendersi e per aiutarle a trovare il loro satiro. Piper ferisce Xavier che non è più in grado di inseguire le ninfe e Paige viene trasformata in ninfa dalle due rimaste. Tull, il fratello minore di Xavier, si finge il satiro che Paige e le altre due ninfe cercavano e le tre lo conducono alla fonte dell'acqua magica, dopo averlo fatto Paige capisce che è un demone, torna strega e, con le sorelle, lo trasformano in un albero dato che è diventato immortale poiché ha bevuto dalla fonte.
- Special musical guest star: Loudermilk.
- Guest star: Eric Dane (Jason Dean), Pat Healy (Xavier), Jaimz Woolvett (Tull), Katherine Cunningham-Eves (Daisy), Susan May Pratt (Miranda).
- Altri interpreti: Ruth Powell (Lily), Todd Duffey (Satiro), D.J. Lockhart (Agente), Jason Lasater (Manager della band), Jim O'Brien (Reporter 1), Jossie Thacker (Reporter 2).

## La perdita dei sensi
- Titolo originale: Sense and Sense Ability
- Diretto da: Jim Conway e Joel Fiegenbaum
- Scritto da: Daniel Cerone e Krista Vernoff

### Trama
Crone vuole conoscere la potenza del bambino del Trio e con la magia del totem delle tre scimmie, ruba i sensi alle tre sorelle rendendo Piper cieca, Phoebe sorda e Paige muta. Unendo le forze il Trio riuscirà a sconfiggere anche questa forza demoniaca e Wyatt, orbita per la prima volta per salvare il papà.
- Guest star: Grace Zabriskie (La Crone), Rebecca Balding (Elise Rothman), Norman Reedus (Nate Parks), Jerome Butler (Re Kazi), Nynno Ahli (Kazi guerriero), Daniel Escobar (Richard Jèan).
- Altri interpreti: Colleen McDermott (Laura Robbins), Sean Sweeney (Emcee).

## Un amore passato
- Titolo originale: Necromancing the Stone
- Diretto da: Jon Parè
- Scritto da: Henry Alonso Myers, Alison Schapker e Monica Breen

### Trama
Piper, preoccupata che qualche demone interferisca con l'iniziazione di Wyatt, elimina tutti i demoni che potrebbero attaccare il bimbo. Nel giorno della cerimonia invocano nonna Penny che scopre che il suo pronipote è un maschio. Intanto Piper, Phoebe e Paige scoprono l'esistenza del demone Negromante, un fantasma che vuole assorbire tutta la magia delle loro antenate per tornare in vita. Nonna Penny viene sedotta dal demone, suo amante quando erano in vita, ma grazie all'incantesimo della verità pronunciato da Paige anche per risolvere una sua situazione personale, riusciranno a salvare la magia Halliwell.
- Guest star: Jennifer Rhodes (Penny Halliwell), Eric Dane (Jason Dean), Norman Reedus (Nate Parks), Chris Sarandon (Armand\Il Negromante), Sam Pancake (Skreek).
- Altri interpreti: Lisa Renée Pitts (Co-pilota), Scout Taylor-Compton (Fata)
- Non accreditati: Jason & Kristopher Simmons (Wyatt Halliwell).

## Oh mie dee! (prima parte)
- Titolo originale: Oh My Goddess (1)
- Diretto da: Jonathan West
- Scritto da: Curtis Kheel e Krista Vernoff

### Trama
Quando i Titani, dei della mitologia greca, vengono liberati dopo secoli trascorsi sotto i ghiacci artici, vogliono vendicarsi di coloro che li avevano imprigionati, e cominciano ad uccidere tutti gli anziani, e anche Leo è in pericolo.
Nel frattempo, Chris Perry, un misterioso angelo bianco che viene dal futuro, arriva alla villa per informare le sorelle che, se la storia non cambierà e gli anziani continueranno a morire, la magia buona nel futuro sarà completamente persa.
Chris guida le Halliwell quando Leo decide, data l'emergenza, di dare alle sorelle i poteri delle dee greche per eliminare i Titani, nonostante il rischio che le sorelle vengano sedotte dagli smisurati poteri di cui adesso dispongono.
- Guest star: Drew Fuller (Chris Halliwell), Brian Thompson (Cronus), Will Kempe (Demitrius), Lisa Thornhill (Meta), Rebecca Balding (Elise Rothman), Sandra Prosper (Sheila Morris), Danny Woodburn (Leader dei nani), Michael Gilden (Finnegan), Eyal Podell (Roland), John Cothran, Jr. (Cecil), Nick Kiriazis (Evan), Lee Arenberg (Demone).
- Altri interpreti: Damani Roberts (Michael Morris), Niki Botelho (Elfo bambinaia), Trey Alexander (Rick), Channing Pourchot (Sara), Scout Taylor-Compton (Fata)
- Non accreditati: Jason & Kristopher Simmons (Wyatt Halliwell).

## Oh mie dee! (seconda parte)
- Titolo originale: Oh My Goddess (2)
- Diretto da: Joel Fiegenbaum
- Scritto da: Daniel Cerone

### Trama
Diventate adesso delle potenti dee greche (Phoebe è la dea dell'amore, Piper la dea della Terra e Paige la dea della guerra), le sorelle devono cercare di non venire sedotte dai loro nuovi poteri e di dedicarsi ad eliminare i Titani prima che uccidano tutti gli anziani.
Nel frattempo Leo deve decidere se diventare un anziano o rimanere con Piper ed il piccolo Wyatt. La rabbia consuma Piper, permettendo alle sorelle Halliwell di distruggere i Titani.
- Guest star: Drew Fuller (Chris Halliwell), Brian Thompson (Cronus), Will Kempe (Demitrius), Rebecca Balding (Elise Rothman), Sandra Prosper (Sheila Morris), Michael Gilden (Finnegan), Eyal Podell (Roland), Nick Kiriazis (Evan).
- Altri interpreti: Niki Botelho (Elfo bambinaia), Dina Sherman (Donna eccitata), Kelly Cole (Demone dagli occhi neri).
- Non accreditati: Jason & Kristopher Simmons (Wyatt Halliwell).